# Hjalmar Bergström
Hjalmar Karl Bergström (ur. 19 stycznia 1907 w Lövön, zm. 30 marca 2000 w Umeå) – szwedzki biegacz narciarski, czterokrotny medalista mistrzostw świata.

## Kariera
Igrzyska olimpijskie w Garmisch-Partenkirchen w 1936 roku były pierwszymi i zarazem ostatnimi w jego karierze. W swoim jedynym starcie na tych igrzyskach, w biegu na 50 km techniką klasyczną zajął czwarte miejsce, przegrywając walkę o brązowy medal ze swoim rodakiem Nilsem-Joelem Englundem.
W 1929 roku wystartował na mistrzostwach świata w Zakopanem zdobywając brązowy medal w biegu na 17 km. Lepsi od niego okazali się jedynie dwaj Finowie: zwycięzca Veli Saarinen oraz drugi na mecie Anselm Knuuttila. Na tych samych mistrzostwach był szósty w biegu na 50 km stylem klasycznym. Cztery lata później, podczas mistrzostw świata w Innsbrucku osiągnął największy sukces w swojej karierze wspólnie Perem-Erikiem Hedlundem, Nilsem-Joelem Englundem i Svenem Utterströmem zdobywając złoty medal w sztafecie 4 × 10 km. Był to debiut tej konkurencji na mistrzostwach świata, więc Szwedzi zostali pierwszymi mistrzami świata w historii. W indywidualnych startach Bergström zdobył kolejne dwa medale: srebrny w biegu na 18 km oraz brązowy na dystansie 50 km techniką klasyczną.
Bergström był ponadto mistrzem Szwecji w biegu na 50 km w 1932 roku oraz na 30 km w 1936 roku.

## Osiągnięcia

### Igrzyska olimpijskie
| Miejsce | Dzień     | Rok  | Miejscowość            | Konkurencja             | Wynik   | Strata | Zwycięzca    |
| ------- | --------- | ---- | ---------------------- | ----------------------- | ------- | ------ | ------------ |
| 4.      | 15 lutego | 1936 | Garmisch-Partenkirchen | 50 km stylem klasycznym | 3:30:11 | +5:39  | Elis Wiklund |

### Mistrzostwa świata
| Miejsce | Dzień     | Rok  | Miejscowość | Konkurencja             | Czas biegu | Strata | Zwycięzca         |
| ------- | --------- | ---- | ----------- | ----------------------- | ---------- | ------ | ----------------- |
| 3.      | 7 lutego  | 1929 | Zakopane    | 18 km stylem klasycznym | 1:20:03    | +1:25  | Veli Saarinen     |
| 6.      | 9 lutego  | 1929 | Zakopane    | 50 km stylem klasycznym | 3:50:01    | +9:04  | Anselm Knuuttila  |
| 2.      | 10 lutego | 1933 | Innsbruck   | 18 km stylem klasycznym | 1:02:11    | +00:29 | Nils-Joel Englund |
| 3.      | 12 lutego | 1933 | Innsbruck   | 50 km stylem klasycznym | 4:13:49    | +3:17  | Veli Saarinen     |
| 1.      | 12 lutego | 1933 | Innsbruck   | Sztafeta 4 × 10 kmm     | 2:49:00    | -      | -                 |
| 18.     | 22 lutego | 1934 | Sollefteå   | 18 km stylem klasycznym | 1:04:29    | +3:43  | Sulo Nurmela      |
| 9.      | 26 lutego | 1934 | Sollefteå   | 50 km stylem klasycznym | 4:06:43    | +7:56  | Elis Wiklund      |